# Ritchie County
Ritchie County är ett administrativt område i delstaten West Virginia, USA, med 10 449 invånare. Den administrativa huvudorten (county seat) är Harrisville. 

## Geografi
Enligt United States Census Bureau har countyt en total area på 1 175 km². 1 175 km² av den arean är land och 0 km² är vatten. 

### Angränsande countyn
- Pleasants County - nord
- Tyler County - nordost
- Doddridge County - öst
- Gilmer County - i sydost
- Calhoun County - syd
- Wirt County - väst
- Wood County - nordväst